# 1959-es Formula–1 monacói nagydíj
Az 1959-es Formula–1-es világbajnokság szezonnyitó futama a monacói nagydíj volt.

## Futam
Az első világbajnoki futamot csak májusban rendezték, előtte három nem világbajnoki verseny került megrendezésre: a Glover Trophy Goodwoodban, a BARC 200 Aintree-ben és az International Trophy Silverstone-ban. Az első futamot Moss egy Cooperrel, a másodikat Behra a Ferrarival, a harmadikat Brabham a Cooperrel nyerte.
Ezután nem volt meglepetés hogy a monacói nagydíj első rajtrácsán is ők hárman foglaltak helyet.
Behra szerezte meg a vezetést Moss és Brabham előtt. A 22. körig vezetett, amikor Mossnak sikerült eléje kerülnie, majd a következő körben Brabhamnek is, mivel a ferraris motorhibával kiesett. Phill Hill szerezte meg a harmadik pozíciót, de megcsúszása miatt Schell és Brooks is megelőzte. A 81. körben Moss kiállt a boxba erőátviteli probléma miatt, de visszatérése után szinte azonnal kiesett. Jack Brabham megszerezte első nagydíj győzelmét, Brooks második, Trintignant harmadik lett. Phil Hillt négy megpördülése ellenére is a negyedik helyen rangsorolták, Bruce McLaren előtt.
|    | Rsz. | Versenyző                | Csapat          | Körök | Idő/Kiesések    | Rajthely | Pontok |
| -- | ---- | ------------------------ | --------------- | ----- | --------------- | -------- | ------ |
| 1  | 24   | Jack Brabham             | Cooper-Climax   | 100   | 2:55'51,3       | 3        | 8      |
| 2  | 50   | Tony Brooks              | Ferrari         | 100   | + 20,4          | 4        | 6      |
| 3  | 32   | Maurice Trintignant      | Cooper-Climax   | 98    | + 2 kör         | 6        | 4      |
| 4  | 48   | Phil Hill                | Ferrari         | 97    | + 3 kör         | 5        | 3      |
| 5  | 22   | Bruce McLaren            | Cooper-Climax   | 96    | + 4 kör         | 13       | 2      |
| 6  | 38   | Roy Salvadori            | Cooper-Maserati | 83    | + 17 kör        | 8        |        |
| Ki | 30   | Stirling Moss            | Cooper-Climax   | 81    | Sebességváltó   | 1        |        |
| Ki | 20   | Ron Flockhart            | BRM             | 64    | Kipördült       | 10       |        |
| Ki | 16   | Harry Schell             | BRM             | 48    | Baleset         | 9        |        |
| Ki | 18   | Joakim Bonnier           | BRM             | 44    | Fékek           | 7        |        |
| Ki | 46   | Jean Behra               | Ferrari         | 24    | Motor           | 2        |        |
| Ki | 40   | Graham Hill              | Lotus-Climax    | 21    | Tűz             | 14       |        |
| Ki | 26   | Masten Gregory           | Cooper-Climax   | 6     | Sebességváltó   | 11       |        |
| Ki | 6    | Wolfgang von Trips       | Porsche         | 1     | Ütközés         | 12       |        |
| Ki | 52   | Cliff Allison            | Ferrari         | 1     | Ütközés         | 15       |        |
| Ki | 44   | Bruce Halford            | Lotus-Climax    | 1     | Ütközés         | 16       |        |
| NK | 34   | Ivor Bueb                | Cooper-Climax   |       | Nem kvalifikált |          |        |
| NK | 54   | Giorgio Scarlatti        | Maserati        |       | Nem kvalifikált |          |        |
| NK | 12   | Alain de Changy          | Cooper-Climax   |       | Nem kvalifikált |          |        |
| NK | 10   | Lucien Bianchi           | Cooper-Climax   |       | Nem kvalifikált |          |        |
| NK | 4    | Maria Teresa de Filippis | Porsche         |       | Nem kvalifikált |          |        |
| NK | 42   | Pete Lovely              | Lotus-Climax    |       | Nem kvalifikált |          |        |
| NK | 14   | Jean Lucienbonnet        | Cooper-Climax   |       | Nem kvalifikált |          |        |
| NK | 56   | André Testut             | Maserati        |       | Nem kvalifikált |          |        |

## Statisztikák
Vezető helyen:
- Jean Behra: 21 kör (1-21)
- Stirling Moss: 60 kör (22-81)
- Jack Brabham: 19 kör (82-100)

Jack Brabham 1. győzelme, 1. leggyorsabb köre. Stirling Moss 9. pole-pozíciója.
- Cooper 3. győzelme.